# Glanzsichelhopf
Der Glanzsichelhopf (Rhinopomastus cyanomelas), auch Sichelhopf, ist ein afrikanischer Vogel aus der Familie der Baumhopfe.

## Merkmale
Der 28–30 cm lange Glanzsichelhopf ist ein schlanker Vogel mit schillerndem blau-violetten Gefieder. Der lange, unten zulaufende Schwanz weist eine weiße Spitze auf. Im Flug ist auf den runden Flügeln eine weiße Binde sichtbar. Der lange sichelförmige Schnabel ist schwarz gefärbt.
Wie auch andere Hopfarten verströmt er einen muffigen Geruch, um mögliche Feinde abzuwehren.
Der Vogel ruft mit einer Folge klagender Töne.

## Vorkommen
Das Verbreitungsgebiet erstreckt sich von Somalia und Kenia durch Ostafrika bis nach Angola und Südafrika.
Der Glanzsichelhopf lebt auf Bäumen in lichten Wäldern und in trockener, offener Buschvegetation. Er kommt von Meereshöhe bis zu einer Höhe von 2400 m vor.

## Verhalten
Mit seinen kräftigen Füßen mit scharfen Krallen sucht der Sichelhopf oft kopfabwärts laufend Baumstämme nach Futter ab und bohrt mit seinem Schnabel Spalten in die Rinde, um an Insekten sowie ihre Eier und Larven heranzukommen. Er fängt auch größere Insekten, wie Gottesanbeterinnen, und gelegentlich nimmt er auch Nektar zu sich.
Der lebhafte Vogel lebt gewöhnlich als Einzelgänger oder paarweise, zuweilen wird er aber auch in kleinen, mit dem Baumhopf vergesellschafteten Gruppen, von etwa fünf Tieren, angetroffen.

## Fortpflanzung
Der Glanzsichelhopf brütet in einer engen Baumhöhle. Das Weibchen bebrütet zwei bis vier Eier rund zwei Wochen lang, während das Männchen Futter herbeischafft. Die Jungen, die nackt und blind schlüpfen, werden nach zwei Wochen flügge.